# Щаул
Щау́л — річка в Українських Карпатах, у межах Рахівського району Закарпатської області. Ліва притока Білої Тиси (басейн Дунаю).

## Опис
Довжина 17 км, площа водозбірного басейну 63,3 км². Похил річки 55 м/км. Річка типово гірська, зі швидкою течією і кам'янистим дном. Долина заліснена, дуже вузька і глибока, місцями каньйоноподібна. Річище слабозвивисте.

## Розташування
Щаул бере початок на західних схилах гори Корбуль, що в Мармароському масиві. Тече в межах масиву Рахівські гори спершу на північний захід, у середній течії — на захід, у пригирловій частині — на північ. Впадає до Білої Тиси біля східної околиці села Богдан.

## Цікаві факти
- Колись долиною річки проходила залізниця Видричка — Богдан — річка Щаул, яка використовувалась для лісозаготівлі. Вузькоколійка була побудована до 1945 року. Довжина колії становила 17 км. Розібрана в 1977—1978 роках.
- У минулому на річці існувала клявза Щаул, яку використовували для лісосплаву. Залишки клявзи збереглися донині (тепер тут є водоспад).